# Великая Губщина
Великая Губщина (укр. Велика Губщина) — село в Валковской городской общине Богодуховского района Харьковской области Украины.
Код КОАТУУ — 6321284007. Население по переписи 2001 г. составляет 237 (110/127 м/ж) человек.

## Географическое положение
Село Великая Губщина находится в 2-х км от реки Грушевая (правый берег).
В селе есть небольшая запруда.
На расстоянии в 2 км располагаются сёла Мельниково, Нестеренки и Яхременки.

## История
- 1892 — год основания.

## Экономика
- В селе есть молочно-товарная ферма.
- Частное сельскохозяйственное предприятие «Маяк».

## Объекты социальной сферы
- Великогубщинский детский сад.

## Достопримечательности
- Братская могила советских воинов. Похоронено 56 чел.

## Религия
- Свято-Григоревский храм.